# Ponedeljek
Ponedéljek je dan v tednu med nedeljo in torkom. Po sodobnem evropskem pojmovanju je ponedeljek prvi dan v tednu (glej ISO 8601), po starem judovskem gledanju pa drugi.
V sodobni družbi je ponedeljek po navadi mišljen kot začetek delovnega tedna.
Slovensko ime ponedeljek izhaja iz vrstnega reda dneva v tednu, »dan po nedelji«.
Po ljudski modrosti velja ponedeljek za najdaljši dan v tednu.